# Samoa na Olimpijskim igrama
Samoa je 1984. godine po prvi puta sudjelovala na Olimpijskim igrama te je od tada na svim igrama imala svoje predstavnike. Njihovi predstavnici se nisu nikada kvalificirali za Zimske olimpijske igre.
Niti jedan samoanski športaš nije osvojio olimpijsku medalju.
Nacionalni Samoanski olimpijski odbor osnovan je 1983. te ga je iste godine priznao Međunarodni olimpijski odbor.

## Vanjske poveznice
- Međunarodni olimpijski odbor - Samoa